# André Ragot (architecte)
Pour les articles homonymes, voir Ragot.
André Ragot (né le 26 juillet 1892 à Reims et décédé le 24 décembre 1981 à Reims) est un architecte français qui a participé à la reconstruction de Reims.

## Biographie
André Jules Joseph Ragot est né à Reims le 26 juillet 1892 d’Edouard Ragot, entrepreneur de bâtiment et de Valentine Hutin.
En août 1920, il épouse à Reims, Agnès Dupuis avec qui ils ont quatre enfants.
En 1923, il obtient le Diplôme d’architecte DPLG (Diplômé par le gouvernement), et commence sa carrière à Reims et à Charleville.
Il exerce à Reims comme architecte DPLG de 1925 à 1967 dans son cabinet au 70 rue Chanzy à Reims.

## Formation
- Élève de Léon Margotin professeur à l’École des Arts Industriels de Reims, section architecture.
- École des Beaux-Arts de Paris[1].

## Principales réalisations

### A Reims

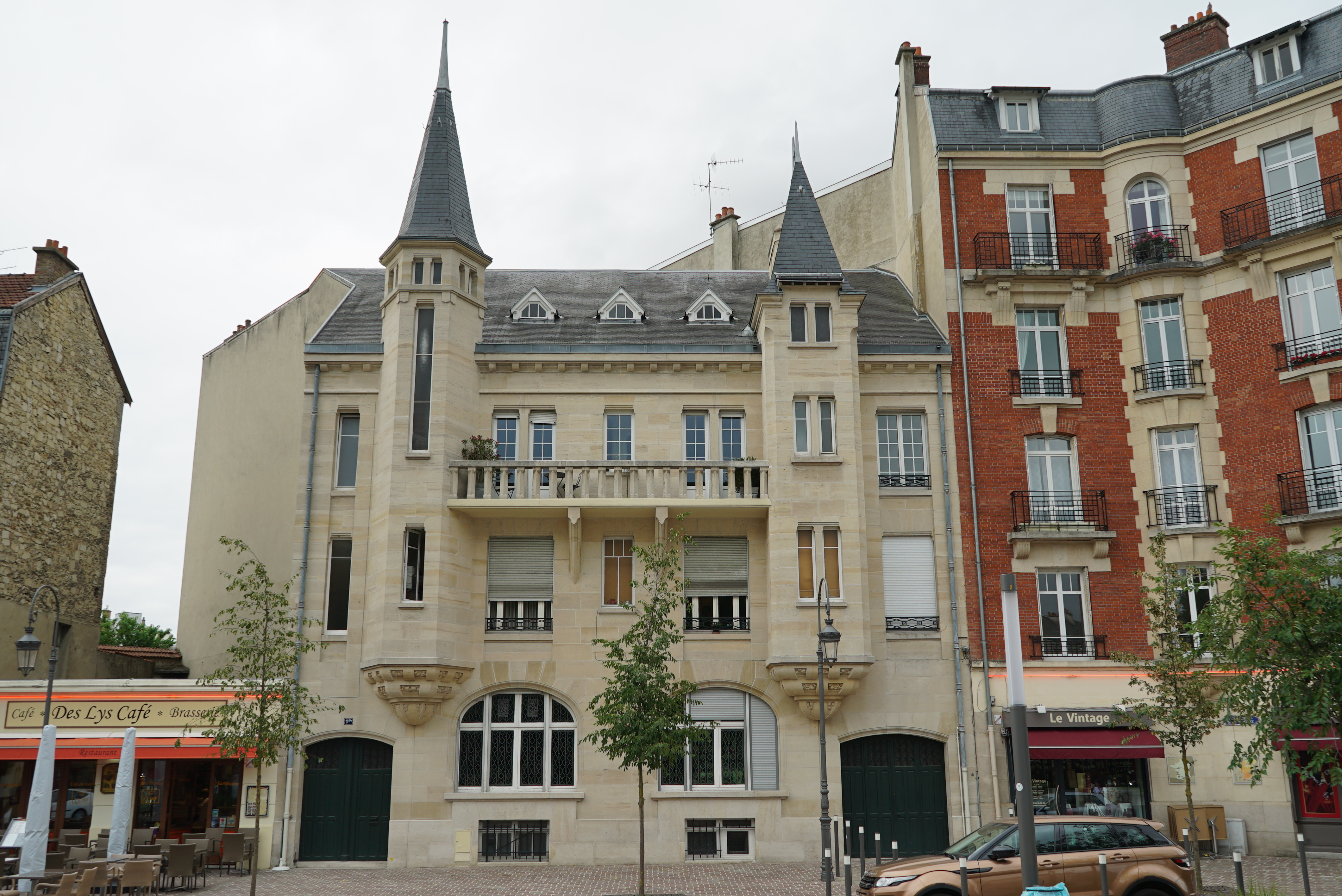
Immeuble Lallemant de la place des Martyrs de la Résistance.

- Le no 3, Place des Martyrs de la Résistance,
- Le no 8, Rue de l'Arquebuse,
- Le no 28, Rue Boulard : immeuble remarquable daté sur la façade de 1924, repris comme éléments de patrimoine d’intérêt local local,
- Le Chanzy-Vesle : immeuble au coin des rue Chanzy et rue de Vesle,
- Le 17-23, Rue de Vesle,
- Le 36, Cours Jean-Baptiste-Langlet[2],
- Le 60, Rue de Talleyrand,
- La Chapelle de l’institution Colbert, actuellement Lycée Jean-XXIII,
- Le rectorat à Reims, Rue Navier[3].

### Dans d'autres villes
- Mairie École de Villers-Semeuse.

## Distinctions
- une citation et la Croix de Guerre étoile Vermeil.